# Utux Kalan
Utux Kalan，是賽德克族神話中的審判之靈，亦是彩虹橋的守橋者，在賽德克語中，Kalan是指螃蟹，Utux Kalan用中文解釋可稱螃蟹靈或螃蟹神。
Utux Kalan專司死後的審判，賽德克族部落老人深信，每一個赛德克族人死後都要接受Utux Kalan的審判，審判的標準是Gaya遵守與否:66，男人是否會狩獵及保護部落，女人是否會織布尤其是mili。Utux Kalan守護著彩虹橋:07，祂會檢查每個通過的亡者。未通過者將會被推下彩虹橋或被吃掉，通過審判才能到彩虹橋另一邊與歷代祖靈相聚:10。